# Bassano (famiglia)

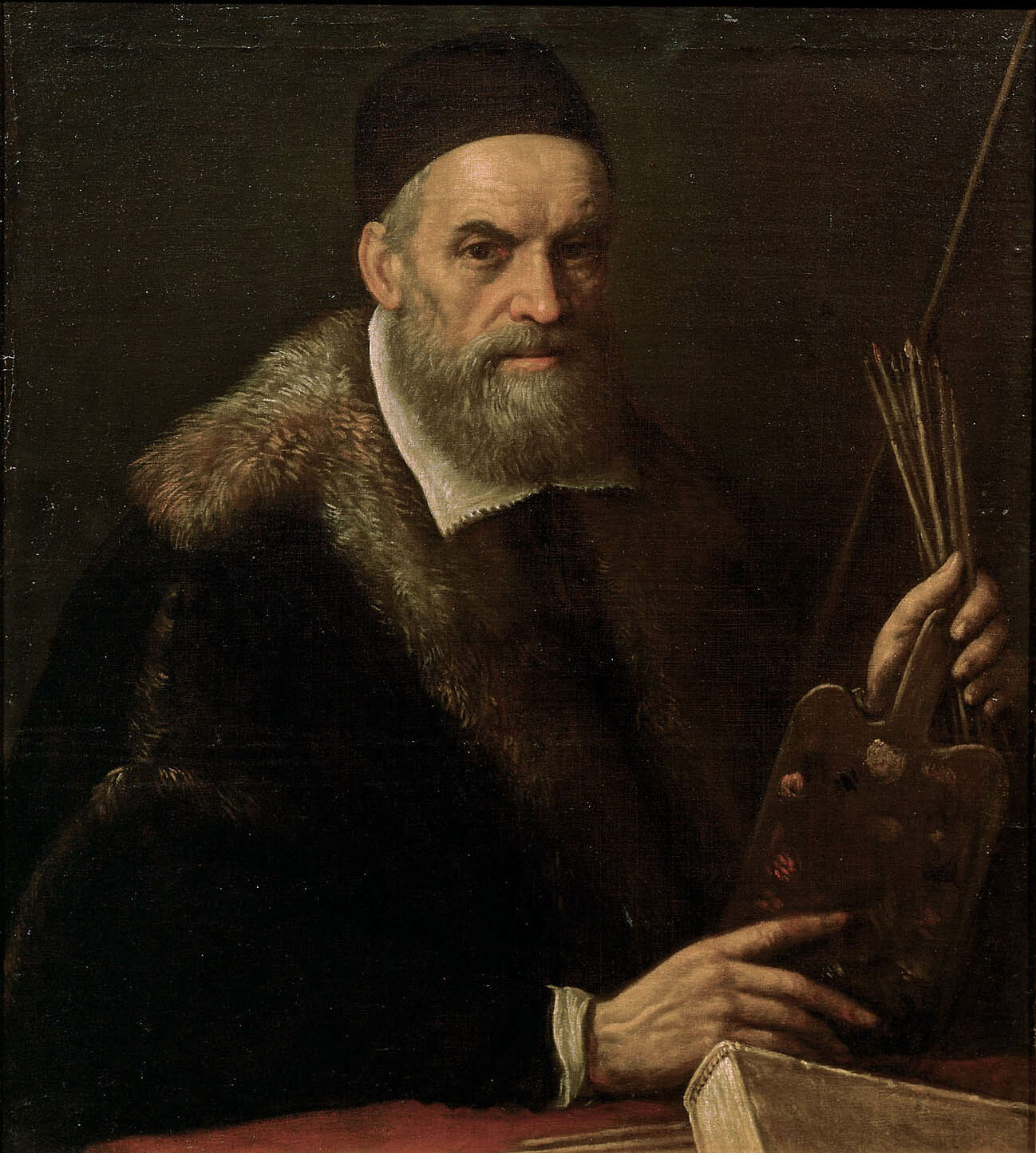
Autoritratto di Iacopo Bassano.

I Dal Ponte, soprannominati Bassano, furono una famiglia di pittori di Bassano del Grappa, attiva in Veneto tra la fine del Quattrocento e l'inizio del Seicento.
Discendevano da Jacopo di Berto, conciatore di Gallio trasferitosi a Bassano nel 1464 nella contrada del Ponte (da cui il cognome).
Suo figlio Francesco il Vecchio (nato tra il 1470 e il 1473-morto nel 1539) fu il primo ad esercitare, seppur modestamente, l'arte pittorica. A lui si deve l'apertura dell'industriosa bottega di famiglia dove operavano numerosissimi artisti impegnati nella realizzazione di tele, gonfaloni e affreschi per chiese e palazzi, nonché oggetti d'uso (la cosiddetta "arte applicata") ordinati dall'emergente borghesia veneta.
Fu in questo ambiente che si formarono i suoi tre figli, Giambattista (notizie fino al 1549), Gianfrancesco e Iacopo (1510 ca.-1592), il rappresentante più autorevole della famiglia.
Dei figli di Iacopo si ricordano Francesco il Giovane (1549-1592), Giambattista (1553-1613), Leandro (1557-1622) e Gerolamo (1566-1621). È l'ultima generazione di artisti in quanto l'unico nipote maschio a sopravvivere all'infanzia, Giacomo di Leandro, divenne avvocato.
La tomba di famiglia si trova nella chiesa di San Francesco a Bassano.